# Aktanisi járás

Az Aktanisi járás Tatárföldön

Az Aktanisi járás (oroszul Актанышский муниципальный район, tatárul Актаныш районы) Oroszország egyik járása Tatárföldön. Székhelye Aktanis.

## Népesség
- 1989-ben 32 750 lakosa volt.
- 2002-ben 31 712 lakosa volt, melynek 98,1%-a tatár, 1,8%-a mari.
- 2010-ben 31 971 lakosa volt, melyből 30 989 tatár (96,9%), 526 mari (1,7%), 209 orosz (0,7%), 108 baskír, 11 csuvas, 7 udmurt, 6 ukrán, 2 mordvin.